# 1814 у літературі

## Події
- 14 січня — офіційне відкриття нового приміщення Імператорської Публічної бібліотеки.
- 26 січня — в Лондоні, у театрі Друрі-Лейн дебютував англійський актор Едмунд Кін.
- Джордж Гордон Байрон опублікував поему «Корсар».
- Вальтер Скотт надрукував свій перший роман «Веверлі».
- Побачив світ роман Джейн Остін «Менсфілд-парк».

## Народилися
- Амвросій Метлинський — український поет-романтик, перекладач, етнограф.
- 15 січня — П'єр-Жуль Етцель —  французький видавець, редактор і письменник.
- 9 березня — Тарас Шевченко — український поет, письменник, художник, графік, громадський діяч, філософ.
- 28 серпня — Шеридан Ле Фаню — ірландський письменник.
- 3 жовтня — Лермонтов Михайло Юрійович — російський поет, прозаїк, драматург.